# Алаби
Алаби — устаревшая линейная мера, употреблявшаяся в Закавказье, равняется аршину или 0,7112 метра.
Данное название употреблялось в западной части Закавказья в первой половине XIX века. В других закавказских районах несколько отличались как названия, так и количественное выражение данной меры: так, в Тифлисской губернии использовалась мера «вадли», равная 18—20 вершкам (80,01 — 88,9 см), в горных же районах — так называемый «ханский аршин», равный 20—23 вершкам (88,9 — 102,235 см).